# Cymbidium erythraeum
Cymbidium erythraeum är en orkidéart som beskrevs av John Lindley. Cymbidium erythraeum ingår i släktet Cymbidium, och familjen orkidéer.

## Underarter
Arten delas in i följande underarter:
- C. e. erythraeum
- C. e. flavum